# Eustrotia culta
Eustrotia culta là một loài bướm đêm trong họ Noctuidae.